# Kanclerzowice
Kanclerzowice – wieś w Polsce, w województwie dolnośląskim, w powiecie trzebnickim, w gminie Żmigród. Przepływa przez nią rzeka Sąsiecznica. Wieś zamieszkuje około 100 mieszkańców.

## Podział administracyjny
W latach 1975–1998 miejscowość należała administracyjnie do województwa wrocławskiego.

## Zabytki
Do wojewódzkiego rejestru zabytków wpisany jest:
- spichrz folwarczny z początku XIX wieku

Inne zabytki:
- zabytkowy budynek szkoły z początku XX wieku